# Hotel Rossija (Moskwa)
Hotel „Rossija” (ros. Гостиница «Россия») – wybudowany w centrum Moskwy opodal Kremla, oddany do użytku 15 stycznia 1967 r. został zamknięty 1 stycznia 2006 r. i rozebrany tegoż roku. Powstał na polecenie Nikity Chruszczowa na fundamentach nigdy niezbudowanego wieżowca w stylu stalinowskim – planowanego w tym samym miejscu. W celu jego budowy zburzono w latach 40. szereg zabytkowych budynków nad rzeką Moskwą.
Hotel został oficjalnie otwarty 15 stycznia 1967. Był wówczas największym hotelem na świecie – był w stanie przyjąć ponad 4000 gości. Liczył 21 pięter, 3200 pokoi i 245 pół-apartamentów. Posiadał m.in. urząd pocztowy, gabinet odnowy biologicznej, zakład fryzjerski, kino, klub nocny (noszący przez pewien czas nazwę „Manhattan Express”) oraz salę koncertową na 2500 miejsc (Centralna Państwowa Sala Koncertowa „Rosja”). Hotel Rossija trafił do Księgi rekordów Guinnessa. W latach 70. był ciągle największym hotelem w Europie.
25 lutego 1977 w hotelu miał miejsce pożar w którym zginęły 42 osoby, a rany odniosło ponad 50.
Na miejscu wyburzonego hotelu planowano początkowo budowę centrum hotelowo-usługowo-rozrywkowego, w projektowaniu którego brał udział m.in. Norman Foster. Nowy hotel, mający być jego częścią, miał mieć co najmniej 2000 łóżek. Planowane budynki nawiązywać miały wyglądem do zabytków moskiewskich znajdujących się kiedyś w tej części miasta. W miejscu hotelu urządzono park pod nazwą „Zarjadje”, modne miejsce spacerów.

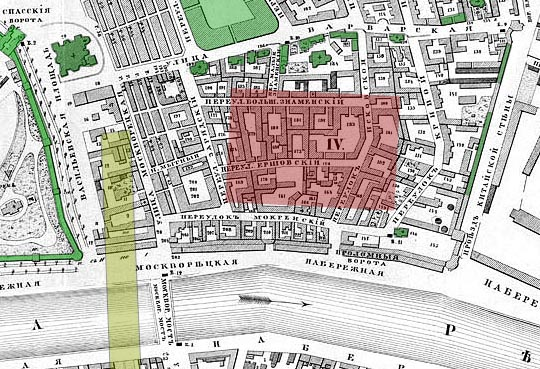
Zarys hotelu Rossija na tle fragmentu mapy Moskwy z 1836 pokazuje skalę wyburzeń, jakich dokonano przed rozpoczęciem budowy nieukończonego stalinowskiego wieżowca, na fundamentach którego stanął hotel.